# Геркле
Геркле — в этрусской мифологии бог-воитель и целитель, герой и прародитель этрусков. Отождествляется с греческим Гераклом.

## Культ

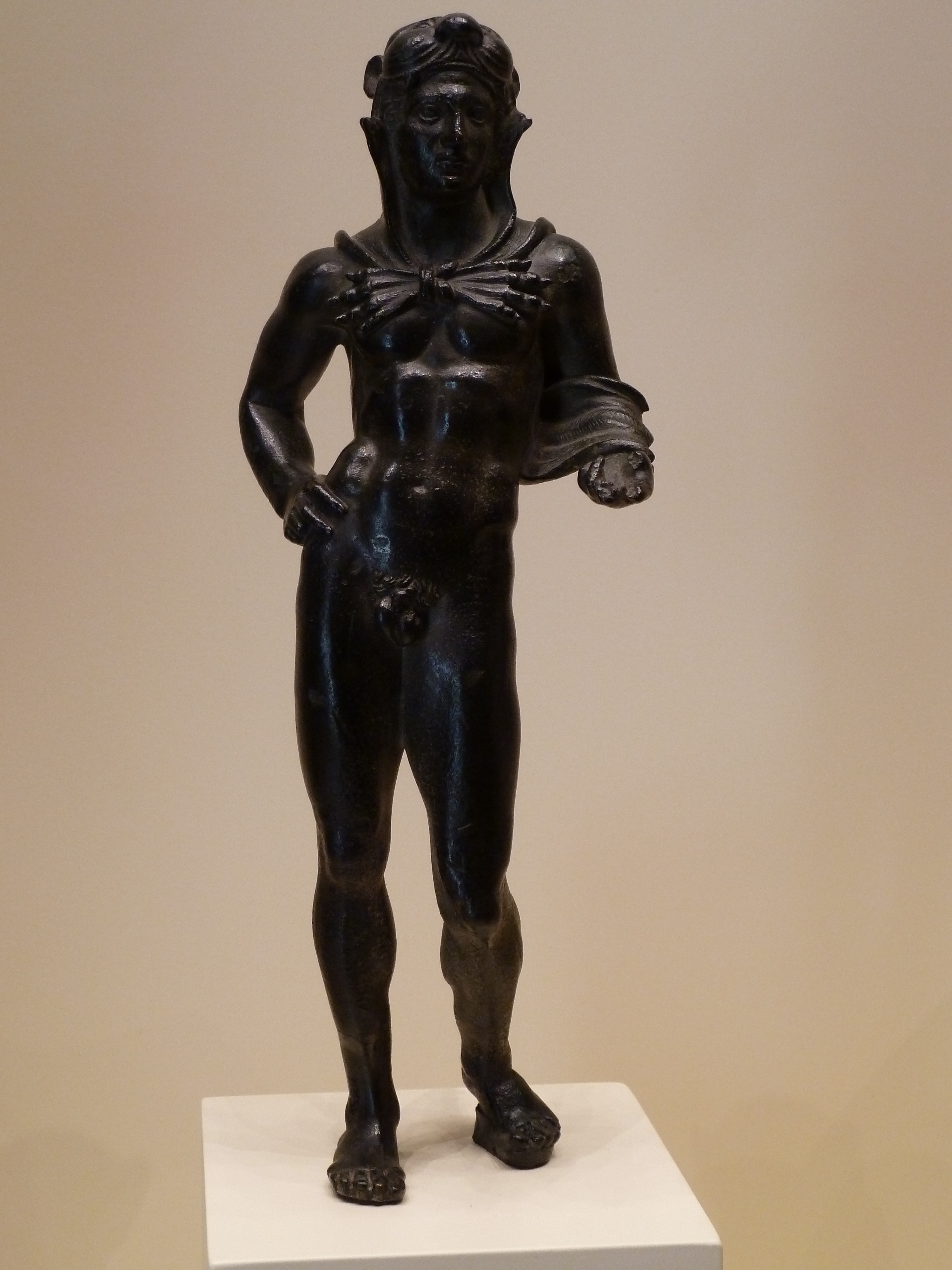
Вотивная статуя Геркле

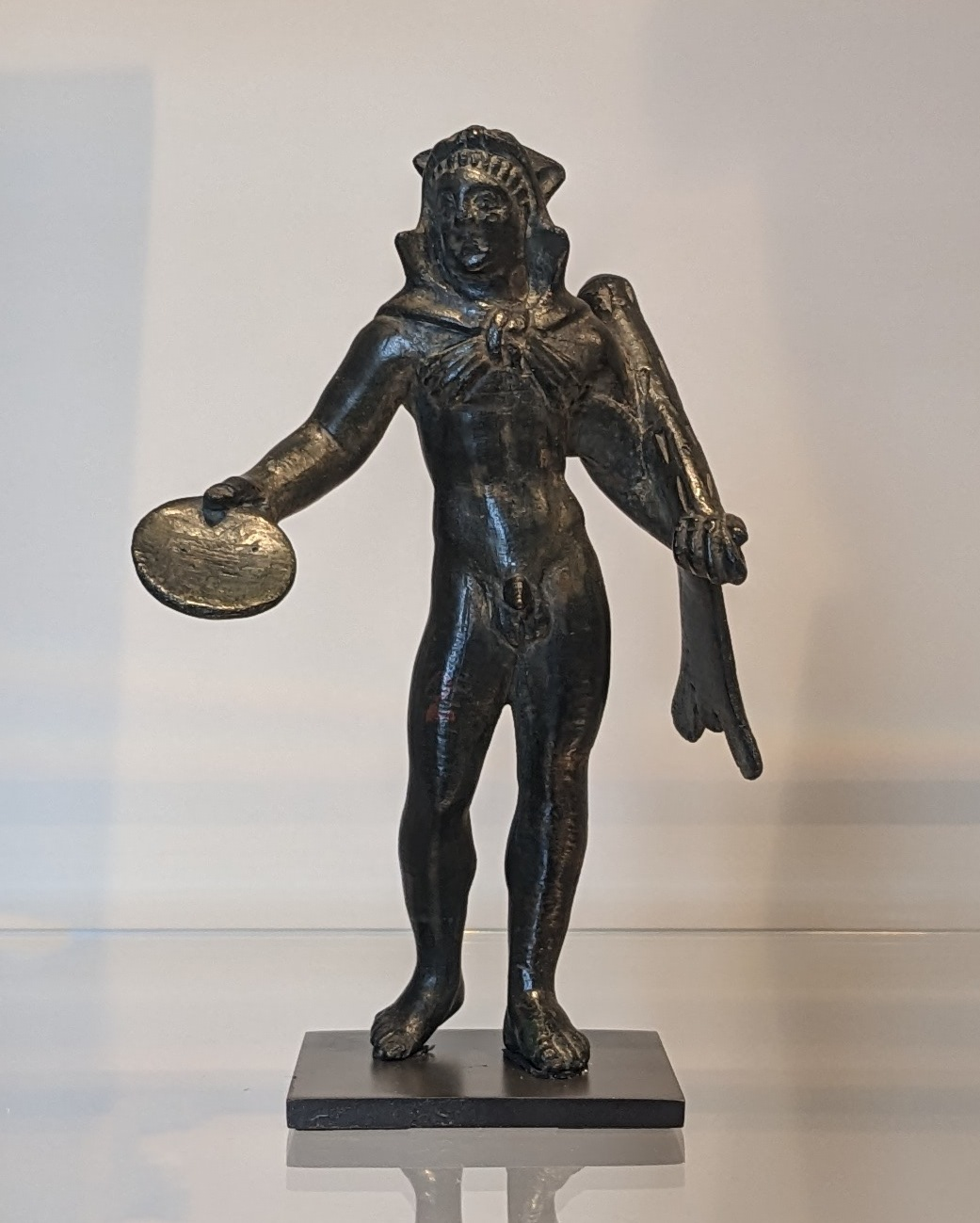
Статуэтка Геркле в Лувре

Является супругом (или возлюбленным) богини Менрвы, вместе с которой исцелял болезни. Особенно лекарственной этруски считали воду, поэтому Геркле стали почитать около водоёмов. На печени для гаданий он занимал место рядом с морским богом Нетусом.
Отсутствие сохранившихся литературных источников не позволяет подробно рассматривать героев этрусской мифологии. Часть мифов известна в передаче римских и греческих авторов, а также из изображений на предметах искусства. Древнейшим свидетельством почитания Геркле являются гидрии из Цере, а позднее — многочисленные бронзовые статуэтки, монеты и зеркала.

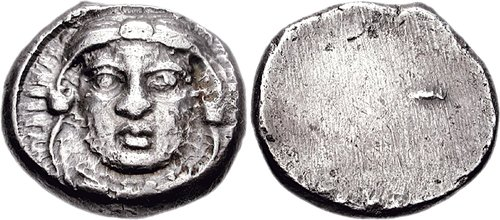
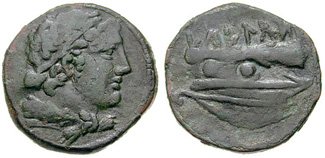

Изображался с львиной шкурой на плечах и дубиной, которой отпугивал и убивал собак, считавшихся воплощением злых сил. Будучи могучим защитником государства, Геркле также почитался как покровитель торговли, нуждающейся в защите от пиратов и разбойников. Об этом свидетельствуют также предание о флейтисте, предположительно этруске, который занимался торговлей и почитал римского восприемника этого бога — Геркулеса, и монеты, выпущенные в этрусских крупнейших городах-центрах торговли.

## Мифы
В основном Геркле появляется в сюжетах, аналогичных Гераклу и Геркулесу — о подвигах и о вражде с богиней Уни (Герой или Юноной), а также вместе с Менрвой и ребёнком.

### Геркле и Уни
Когда Геркле был ещё младенцем, его увидели богини Уни и Менрва. Уни решила покормить ребёнка грудью, поражённая его красотой, но тот сжал её с такой силой, что богиня бросила ребёнка. Менрва же пожалела младенца и отдала кормилице. После становления Геркле богом, Менрва становится его супругой, а богиня Уни, не забыв о причинённой боли, начинает с ним враждовать, из-за чего тот вынужден странствовать. Однако позже Геркле, будучи защитником всех слабых, спасает Уни от лесных демонов бога Фуфлунса, и богиня меняет своё отношение. Этим пользуется верховный бог Тиния и просит Уни усыновить Геркле в окружении других богов.
Этот миф аналогичен римскому, в котором, по одной из версий, мать Геркулеса Алкмена бросает его в лесу, чтобы защитить от гнева Юноны, после чего ребёнка находит Минерва, а также греческому, в котором Зевс или Афина (иногда Артемида) хитростью заставляют Геру покормить маленького Геракла грудью.

### Подвиги
О подвигах Геркле известно из изображений на гидриях и этрусских зеркалах, где он является участником сцен, известных по греческой мифологической традиции о двенадцати подвигах Геракла: Геркле и Ахелой, Геркле и Ипполита, Геркле и кентавр, Геркле и Кикнос, а также Геркле и герой местной мифологии Как. На ряде памятников изображается на плоту с пустыми амфорами (миф о схождении в подземный мир, последний подвиг Геракла). 

Этрусские зеркала
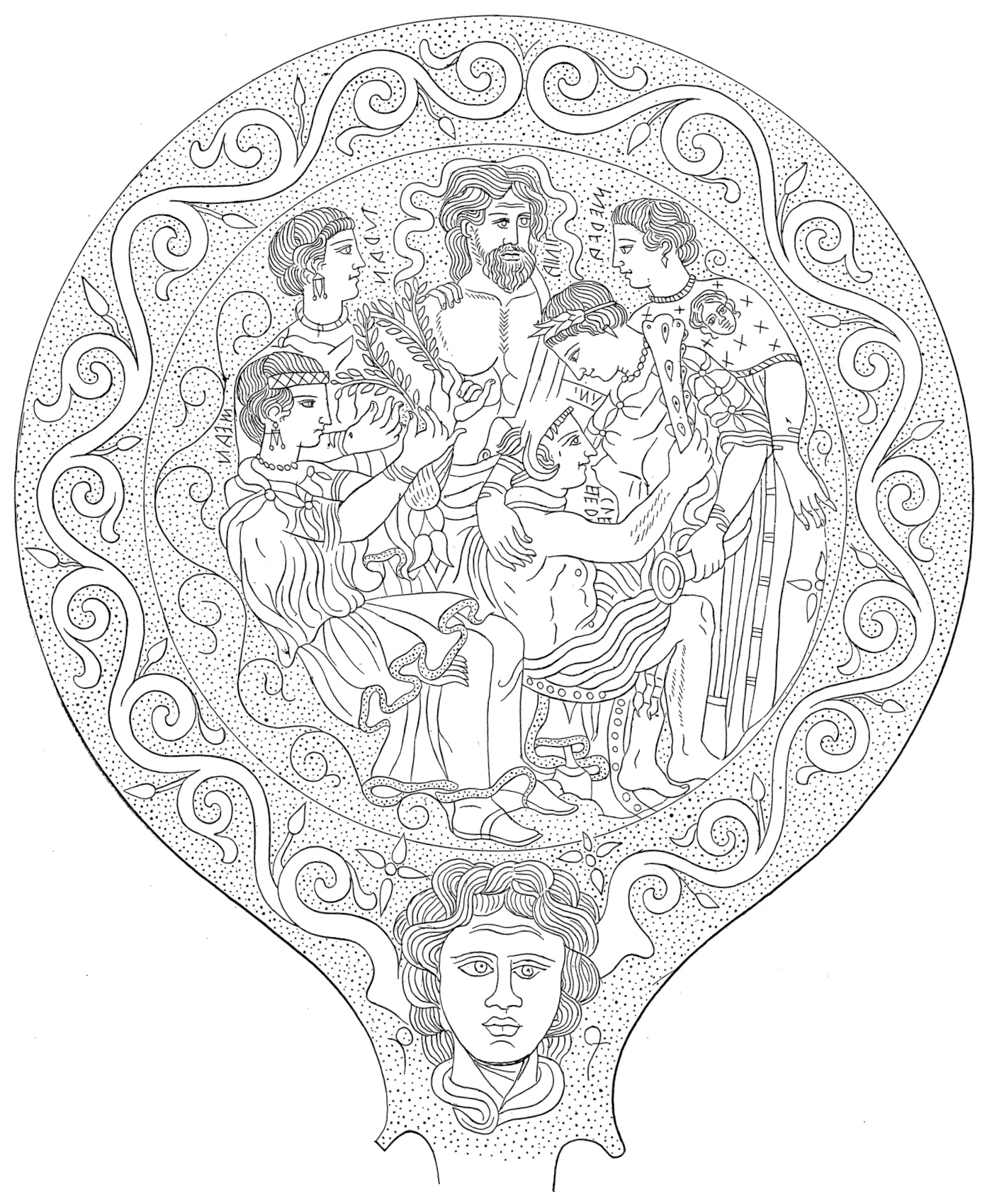
Уни кормит Геркле в окружении других богов
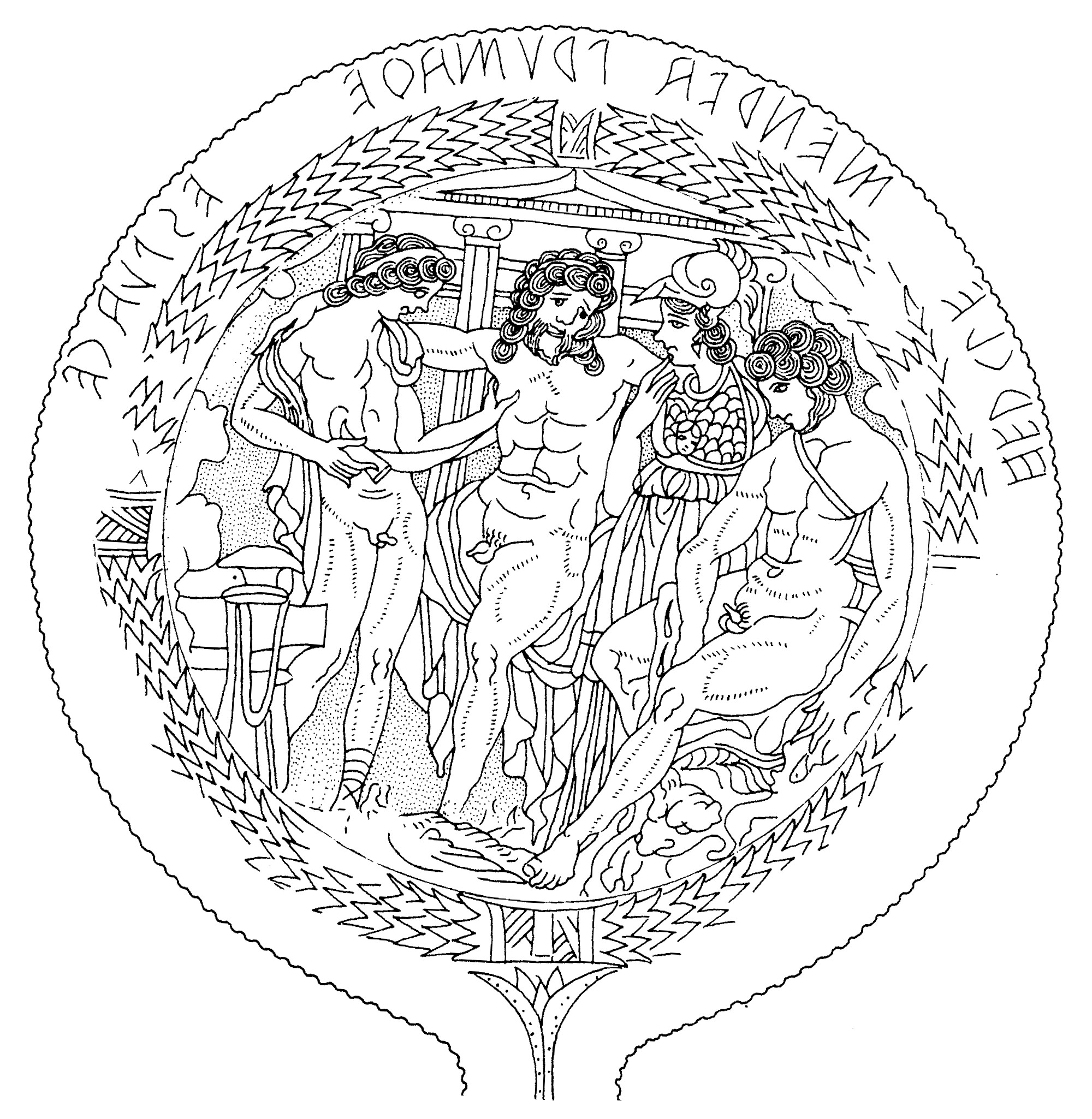
Бронзовое зеркало с изображением Эсплаце, Прометеем, Менрвой и Геркле
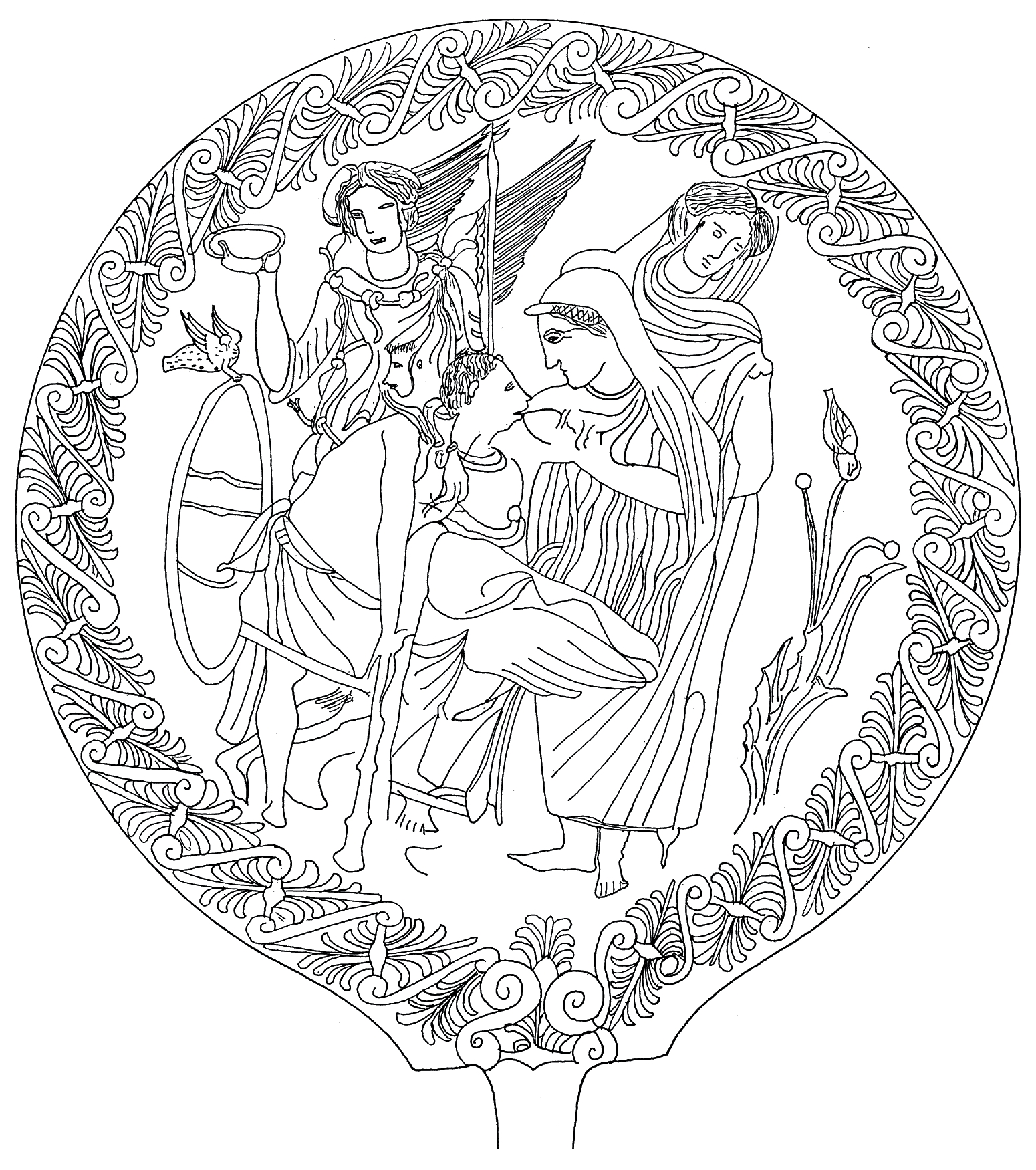
Уни усыновляет Геркле
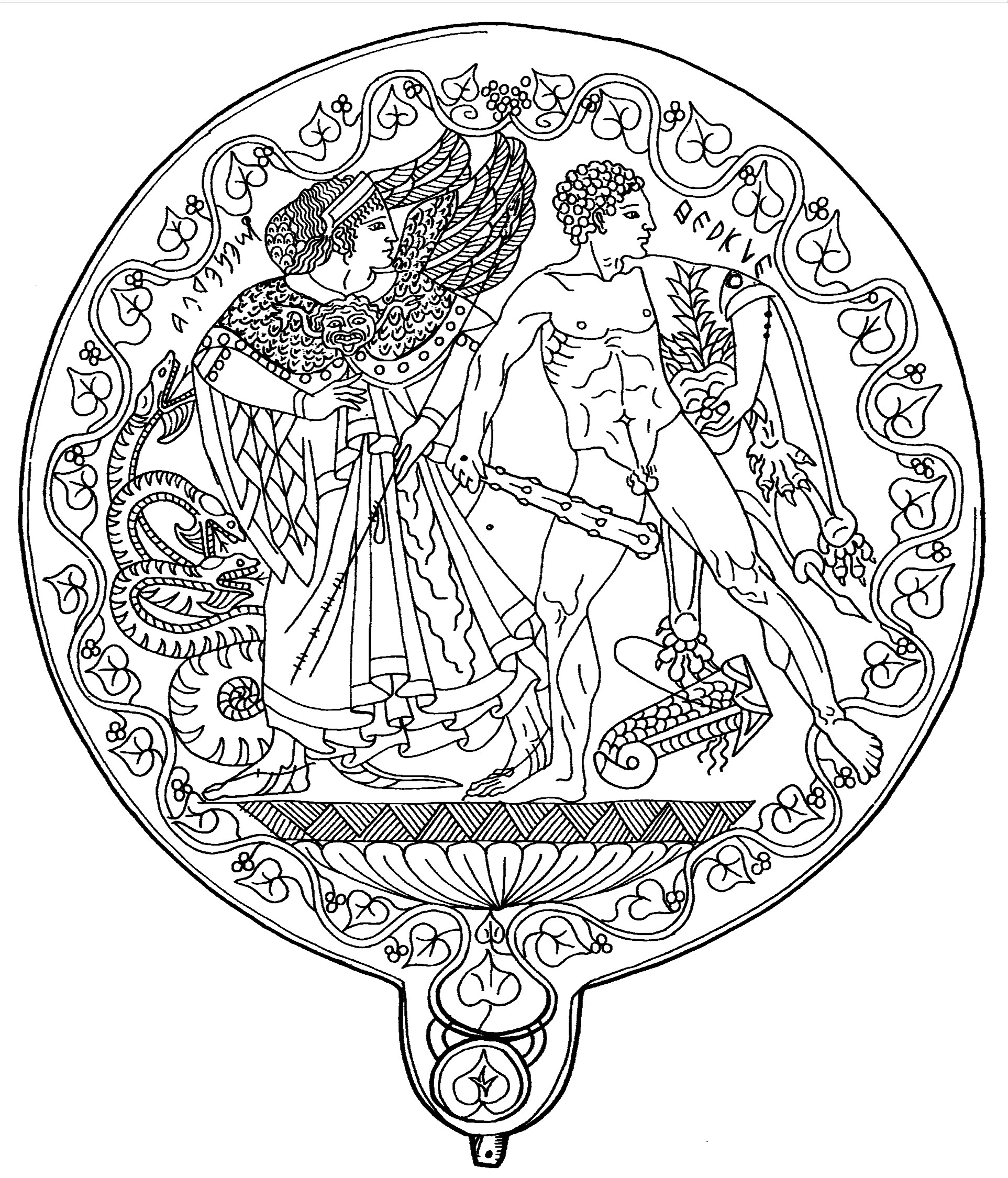
Менрва и Геркле
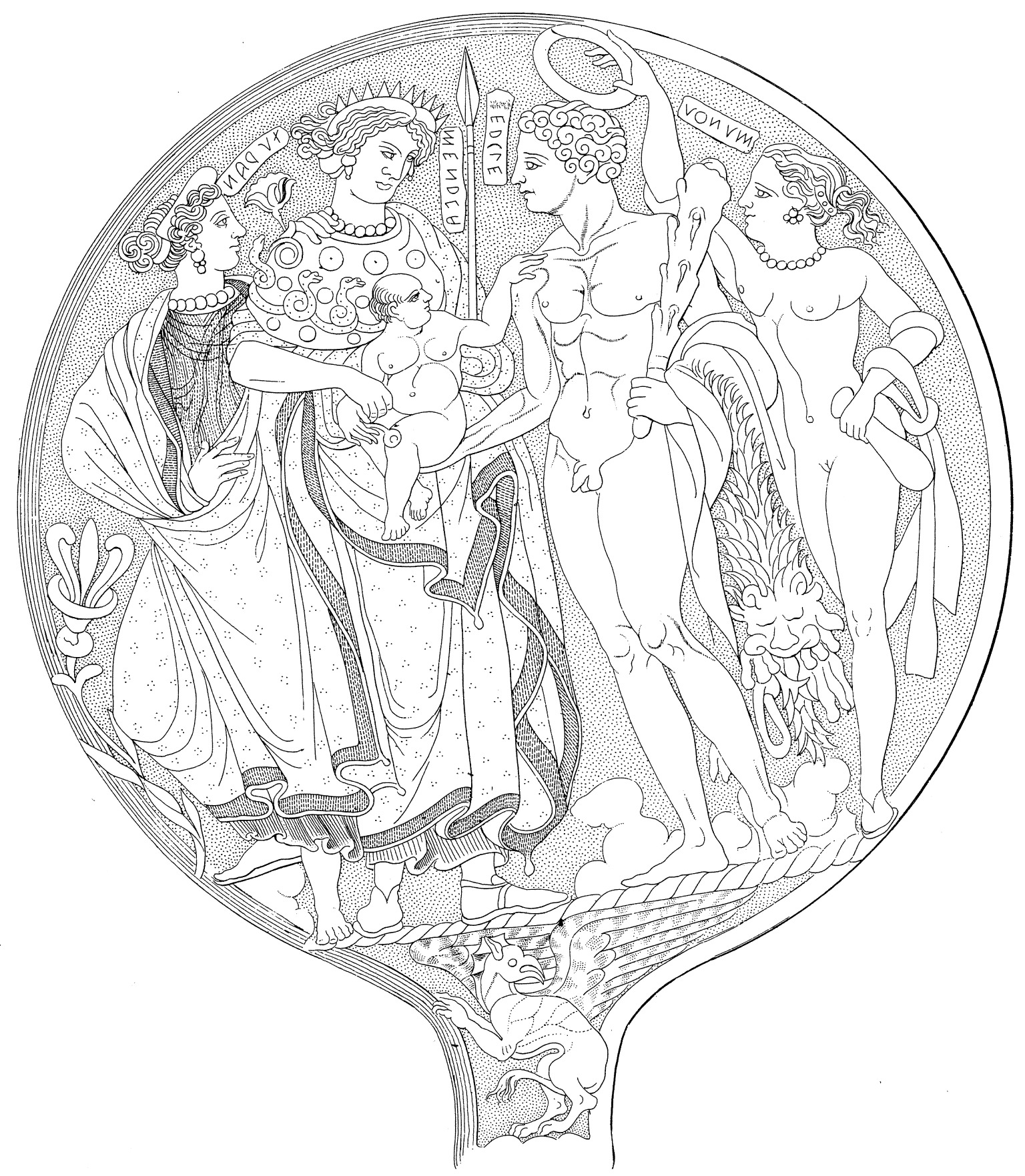
Менрва и Геркле с ребёнком